# クロノグラム

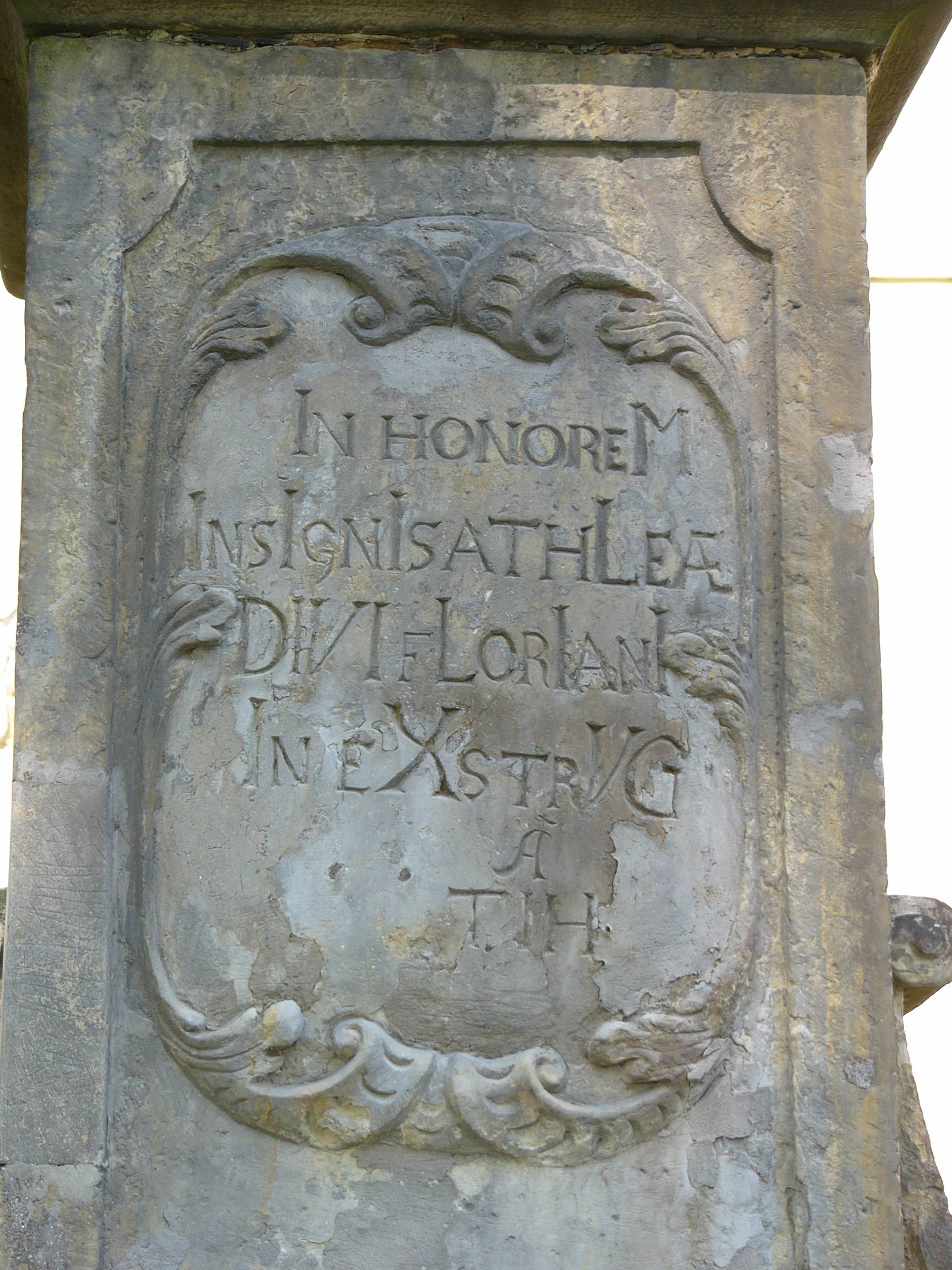
チェコのドラニ―村の教会近くの像の基部
In honoreM
InsIgnIs athLetae
DIVI fLorIanI
IneXstrVCta
表示されたローマ数字と数：M=1000、D=500、C=100、L=50(2個)、X=10、V=5(2個)、I=1（9個）
合計：1729年

クロノグラム（英語：Chronogram）とは、特定の月日を文字に割り当て表示する方法である。ギリシャ語のクロノス（χρόνος、時間）とグラマ（γράμμα、文字を書くこと）から来ている。
各単語に数字が含まれる形のものは pure chronogram、全ての数字が正しい数字順で表されている形のものは natural chronogramと呼ばれる。韻律によるもので、二行連のものは chronodisticha、ヘクサメトロスは chronosticha と呼ばれる。
ローマ数字で使用される（M=1000、D=500、C=100、L=50、X=10、V=5、I=1）とローマ数字以外の（Y（I + I = 2）、W（V+V＝10））が使用され、それらを強調し、合計で表す。ローマ数字が含まれるのに目的の年を表すために一部の文字を無視しなければならない文は unsauber （きれいではない）と言われる。

## 例
古代インドネシア
古代インドネシアでは、chandrasengkala と呼ばれる方法で年代が記述されていた。例として、 "sirna ilang kertaning bumi"（地の富が損なわれ失われた）からは、「sirna = 0, ilang = 0, kerta = 4, bumi = 1」となり、サカ族のカレンダーでは1400年（西暦1478年）であり、マジャパヒト王国の滅亡の年を表している。
ローマ数字
ローマ帝国での使用が判っているが、あまりよくわかっていない。ローマ数字による表記は最初期は14世紀中頃とされているが、それ以前から知られていた。ルネサンス時代やバロック時代に流行した。
- My Day Closed Is In Immortality：エリザベス1世の慰霊碑の文で、ローマ数字はMDCIII（1603年）でエリザベス1世崩御の年を表している。
- ChrIstVs DuX ergo trIVMphVs （キリストに従えば成功する）：スウェーデン王グスタフ2世アドルフが、1627年に打刻した貨幣の文[3]。

ヘブライ語
ユダヤ人は伝統的に好んで使用する。